# Магальон, Джонни
Хосе́ Джо́нни Магальо́н Оли́ва (исп. José Jonny Magallón Oliva; 21 октября 1981, Окотлан, Халиско) — мексиканский футболист, игравший на позиции защитника. Выступал в сборной Мексики.

## Клубная карьера
Магальон является воспитанником клуба «Гвадалахара» и до 2005 года выступал за его резервную команду «Тапатио». В основной команде «Гвадалахары» Мегальон дебютировал 13 марта 2005 года, в матче против клуба «Америка», на сегодняшний момент он провёл за «Гвадалахару» 154 матча, в которых забил 3 мяча.

## Международная карьера
В составе национальной команды Джонни Магальон дебютировал 28 февраля 2007 года в матче со сборной Венесуэлы, к настоящему времени он сыграл в 50 матчах за сборную, в которых забил 3 гола. Магальон включён в заявку сборной Мексики на Чемпионат мира 2010

### Голы за сборную
| #   | Дата            | Место           | Противник | Счёт | Результат | Соревнование      |
| --- | --------------- | --------------- | --------- | ---- | --------- | ----------------- |
| 01. | 6 февраля 2008  | Хьюстон, США    | США       | 1:1  | 2:2       | Товарищеский матч |
| 02. | 6 февраля 2008  | Хьюстон, США    | США       | 2:2  | 2:2       | Товарищеский матч |
| 03. | 6 сентября 2008 | Мехико, Мексика | Ямайка    | 3:0  | 3:0       | Отбор к ЧМ-2010   |

## Достижения
- Чемпион Мексики: Апертура 2006
- Обладатель Золотого кубка КОНКАКАФ: 2009